# ダニエル・ベネット (サッカー選手)
ダニエル・マーク・ベネット（英語: Daniel Mark Bennett、1978年1月7日 - ）は、イングランドノーフォーク州グレート・ヤーマス出身のシンガポールの元サッカー選手。元シンガポール代表。現役時代のポジションはDFで主にCBをしている。
2002年9月にw:Foreign Sports Talent Schemeでシンガポールに帰化した選手で、以降同国代表を長く務めた。128試合に及ぶ代表出場記録はマリク・アワブ、アイデ・イスカンダルを抜いて同国歴代1位となったが、その後、シャーリル・イシャクに抜かれた。選手としては試合の流れを読み、正確なインターセプトや長距離のフリーキックを武器としている。

## クラブ歴

### ユース
12歳の時に若い有望なサッカー選手を選ぶシンガポールサッカー協会のミロ・スキームの対象となった。その3年後にはドラフトの結果ティオン・バルー・ユナイテッドFCによって育成される事となり、第三次教育を受ける為にイングランドに帰国するまで同チームのユースに所属した。1995年にはティオン・バルー・ユナイテッドFCの一員としてFASプレミアリーグに参戦もしている。

### Sリーグ
シンガポールに戻ってきたのは1999年で、プロのサッカー選手になるための帰還であった。バレスティア・セントラルFCの監督のシヴァジが彼を加入させ、Sリーグでデビューする事となった。2000年5月にはかつて所属したタンジョン・パガー・ユナイテッドFC（ティオン・バルー・ユナイテッドFCから改名）に移籍した。これまでの15年間、彼はミッドフィールダーとしてサッカー選手をしてきたが、監督のトハリ・パイジャンによって、正ストッパーのリム・トンハイが不在の時はセンターバックとして起用されるようになった。この頃にはシンガポール・セレクションXIに選出されマンチェスター・ユナイテッドFCやリヴァプールFCと戦った他、2001年にSリーグ年間最優秀選手賞を受ける等、一躍有名選手になっていた。

### レクサムAFC
ブラッドフォード・シティAFCの監督ジム・ジェフェリーズは彼に感銘を受け、トライアルに彼を誘った。しかし2002年2月8日、レクサムAFCの監督デニス・スミスはベネットとの2001-02シーズンが終わるまでの短期間の契約を発表した。レクサムFCでは3月6日のポート・ヴェイルFC戦で初出場し、守備の要としてトリニダード・トバゴ代表のデニス・ローレンスとコンビを組んだ。ファンからは「注目すべきスタートを楽しんでいた。後衛で落ち着いているように見え、試合を非常によく読んでいた」と称された。しかしチームは低迷しており下から4番目の順位であり、降格となった。そのため、シンガポールに戻り、シンガポール・アームド・フォーシズFCに加入、11試合に出場しチームのリーグ制覇に貢献した。その後再びレクサムFCに移籍した。二回目となった同チームへの移籍は前回よりも良く、フットボールリーグカップ3試合を含む21試合に出場し、チームのFAWプレミアカップ制覇に貢献し、またフットボールリーグ・ディヴィジョン2への昇格に貢献した。シーズン末にはクラブから更新の打診があったが、ベネットは代表でのレギュラー出場の機会を増やすためにシンガポールへ戻る事を決断し、契約延長とはならなかった。

### Sリーグへの帰還
レクサムAFCを退団した彼にはホーム・ユナイテッド、タンピネス・ローバースFC、ウッドランド・ウェリントンFCから興味を持たれていたが、彼はシンガポール・アームド・フォーシズFCと2003年半ばに契約した。
2005年にはウッドランド・ウェリントンFCに移籍し、代表でのチームメイトであるアグー・カスミル、イティミ・ディクソン、ゴー・タッ・チュアン、マスレズワン・マストゥリとリーグでもチームメイトとなった。この2005年、チームは3位となり、2005年、2006年のシンガポール・カップも2位と3位という結果であった。
ウッドランド・ウェリントンFCで2シーズン過ごした彼は2007年に再びシンガポール・アームド・フォーシズFCに加入した。同チームでは2007年と2008年にSリーグ、シンガポール・カップを共に連覇する快挙を達成した。その2007年のシンガポール・カップの決勝戦、それは11月25日に行われたが、この試合で彼はタンピネス・ローバースFCに所属していたノー・アラム・シャーと衝突した。代表ではチームメイトである彼であるが、彼はベネットの頭を蹴り諍いを起こした。その後タンピネス・ローバースFCのチームメイトに引き摺られアラム・シャーは退場するも再び戻ってきてもう一度頭を蹴った。これによって昏睡状態に陥ったベネットはアラム・シャーが審判のアバス・ダウドによって退場処分を受けている間に病院に搬送された。これによってアラム・シャーは12ヶ月の全世界での出場停止及び2000シンガポールドルの罰金となったが、これは後に7ヶ月に減刑された。その後、ベネットは選手に復帰している。
その後2012年にはキャプテンマークを巻く事となった。

## 代表歴

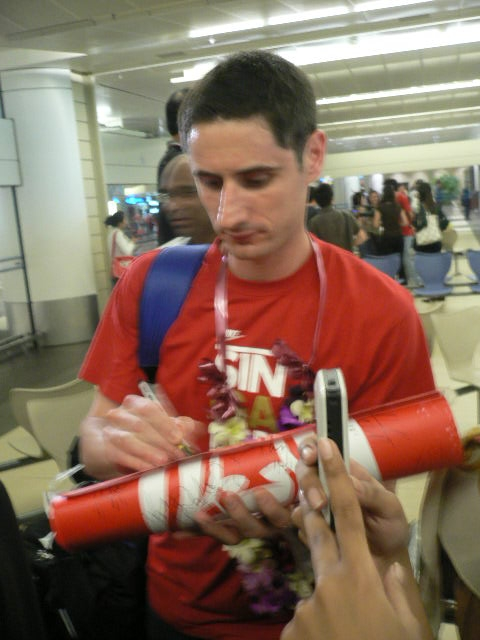
2007 東南アジアサッカー選手権で優勝を果たした後、チャンギ国際空港でのダニエル・ベネット

2002年にw:Foreign Sports Talent Schemeを経てシンガポールに帰化した彼はシンガポール代表に選出された。その初出場はヤン・ベルゲ・プールセン監督の下、2002年12月11日に行われたフィリピン代表との親善試合であった。この試合で彼は早速ゴールしたもののこれは認められなかった。しかし彼は正当なゴールであると主張し続けている。公式に認められている代表初得点は2003年8月4日に行われた香港代表戦の物である。
彼が初めて参加した国際大会は2002 タイガーカップであり、シンガポールはこの大会のホスト国の一つであった。しかしながらシンガポール代表は決勝戦に進む事が出来ず、グループステージで敗退しライバルであるマレーシア代表にも4-0の大敗を喫した。
ラドイコ・アヴラモヴィッチ監督の下ではシンガポール代表の参加する大会に呼ばれない事は無かった。2004 タイガーカップの決勝戦では、ゲロラ・ブン・カルノ・スタジアムに集まった10万人の観衆に囲まれ、ホームであるインドネシア代表から3分に長距離のキックを決めて先制点を奪った。この試合とホームゲーム共に勝利したシンガポールは1998 タイガーカップ以来、2回目となる東南アジアサッカー選手権の優勝を果たした。彼自身はその後、2007 東南アジアサッカー選手権、2012 AFFスズキカップにも出場し、同大会を3回制覇している。 
代表100キャップ目となったのは2011年8月24日に行われたサッカータイ代表戦であった。これによって彼はFIFAセンチュリークラブへ登録された。2012 AFFスズキカップの決勝では122試合目の出場となり、アイデ・イスカンダル、マリク・アワブの持っていた121試合と云うシンガポール代表最多出場記録を上回った。その後2013年2月6日のヨルダン代表戦では128試合目を達成し、同国最多記録となったが、後にシャーリル・イシャクにこの記録は抜かれた。

## 個人
イングランドに生まれた彼であるが、2歳の時に家族でシンガポールに移住した。そのため、教育は主にシンガポールで受け、小学校はタンリン・トラスト小学校であった。また、彼の父親が教師を務め、後に校長となったユナイテッド・ワールド・カレッジ・オブ・サウス・イースト・アジアにも2004年まで在籍した。イングランドではラフバラー大学に在籍し、スポーツ科学士の学位を取得した。
2005年1月5日には中華人民共和国出身の妻と結婚した。

## 個人成績

### クラブ
2015年11月20日現在 
| 国内大会個人成績 | 国内大会個人成績   | 国内大会個人成績 | 国内大会個人成績 | 国内大会個人成績                       | 国内大会個人成績          | 国内大会個人成績 | 国内大会個人成績 | 国内大会個人成績 | 国内大会個人成績 | 国内大会個人成績 | 国内大会個人成績 |
| 年度             | クラブ             | 背番号           | リーグ           | リーグ戦                               | リーグ戦                  | リーグ杯         | リーグ杯         | オープン杯       | オープン杯       | 期間通算         | 期間通算         |
| 年度             | クラブ             | 背番号           | リーグ           | 出場                                   | 得点                      | 出場             | 得点             | 出場             | 得点             | 出場             | 得点             |
| シンガポール     | シンガポール       | シンガポール     | シンガポール     | リーグ戦                               | リーグ戦                  | リーグ杯         | リーグ杯         | シンガポール杯   | シンガポール杯   | 期間通算         | 期間通算         |
| ---------------- | ------------------ | ---------------- | ---------------- | -------------------------------------- | ------------------------- | ---------------- | ---------------- | ---------------- | ---------------- | ---------------- | ---------------- |
| 1995             | ティアン・バルー   |                  | FASプレミア      |                                        |                           | -                | -                |                  |                  |                  |                  |
| 1999             | バレスティアC      |                  | Sリーグ          |                                        |                           | -                | -                |                  |                  |                  |                  |
| 2000             | バレスティアC      |                  | Sリーグ          |                                        |                           | -                | -                |                  |                  |                  |                  |
| 2001             | タンジョン・パガー |                  | Sリーグ          | 35                                     | 0                         | -                | -                |                  |                  |                  |                  |
| イングランド     | イングランド       | イングランド     | イングランド     | リーグ戦                               | リーグ戦                  | FLカップ         | FLカップ         | FAカップ         | FAカップ         | 期間通算         | 期間通算         |
| 2001-02          | レクサムFC         |                  | Div2             | 6                                      | 0                         | 0                | 0                | 0                | 0                | 6                | 0                |
| シンガポール     | シンガポール       | シンガポール     | シンガポール     | リーグ戦                               | リーグ戦                  | リーグ杯         | リーグ杯         | シンガポール杯   | シンガポール杯   | 期間通算         | 期間通算         |
| 2002             | SAFFC              |                  | Sリーグ          | 11                                     | 0                         | -                | -                |                  |                  |                  |                  |
| イングランド     | イングランド       | イングランド     | イングランド     | リーグ戦                               | リーグ戦                  | FLカップ         | FLカップ         | FAカップ         | FAカップ         | 期間通算         | 期間通算         |
| 2002-03          | レクサムFC         |                  | Div3             | 18                                     | 0                         |                  |                  |                  |                  |                  |                  |
| シンガポール     | シンガポール       | シンガポール     | シンガポール     | リーグ戦                               | リーグ戦                  | リーグ杯         | リーグ杯         | シンガポール杯   | シンガポール杯   | 期間通算         | 期間通算         |
| 2003             | SAFFC              |                  | Sリーグ          | 15                                     | 0                         | -                | -                |                  |                  |                  |                  |
| 2004             | SAFFC              |                  | Sリーグ          | 27                                     | 1                         | -                | -                |                  |                  |                  |                  |
| 2005             | ウッドランド       |                  | Sリーグ          | 27                                     | 4                         | -                | -                |                  |                  |                  |                  |
| 2006             | ウッドランド       |                  | Sリーグ          | 30                                     | 0                         | -                | -                |                  |                  |                  |                  |
| 2007             | SAFFC              | 16               | Sリーグ          | 27                                     | 1                         | -                | -                |                  |                  |                  |                  |
| 2008             | SAFFC              | 16               | Sリーグ          | 31                                     | 1                         |                  |                  |                  |                  |                  |                  |
| 2009             | SAFFC              | 8                | Sリーグ          | 32                                     | 1                         | 4                | 0                | 1                | 0                | 37               | 1                |
| 2010             | SAFFC              | 8                | Sリーグ          | 24                                     | 1                         | 1                | 0                | 0                | 0                | 25               | 1                |
| 2011             | SAFFC              | 8                | Sリーグ          | 26                                     | 0                         | 0                | 0                | 3                | 0                | 29               | 0                |
| 2012             | SAFFC              | 16               | Sリーグ          | 19                                     | 1                         | 4                | 0                | 6                | 0                | 29               | 1                |
| 2013             | ウォリアーズ       | 16               | Sリーグ          | 26                                     | 0                         | 0                | 0                | 1                | 0                | 27               | 0                |
| 2014             | ウォリアーズ       | 16               | Sリーグ          | 27                                     | 0                         | 2                | 0                | 1                | 0                | 30               | 0                |
| 2015             | ウォリアーズ       | 16               | Sリーグ          | 27                                     | 0                         | 2                | 0                | 2                | 0                | 31               | 0                |
| 2016             | ゲイラン           | 8                | Sリーグ          | 22                                     | 1                         | 0                | 0                | 3                | 0                | 25               | 1                |
| 2017             | タンピネス         | 5                | Sリーグ          |                                        |                           |                  |                  |                  |                  |                  |                  |
| 通算             | シンガポール       | シンガポール     | FASプレミア      | \|\|\|\|colspan="2"\|-\|\|\|\|\|\|\|\| |                           |                  |                  |                  |                  |                  |                  |
| 通算             | シンガポール       | シンガポール     | Sリーグ          | \|\|\|\|\|\|\|\|\|\|\|\|\|\|           |                           |                  |                  |                  |                  |                  |                  |
| 通算             | イングランド       | イングランド     | Div.2            | 6                                      | 0                         | 0                | 0                | 0                | 0                | 6                | 0                |
| 通算             | イングランド       | イングランド     | Div.3            | 18                                     | 0\|\|\|\|\|\|\|\|\|\|\|\| |                  |                  |                  |                  |                  |                  |
| 総通算           | 総通算             | 総通算           | 総通算           | \|\|\|\|\|\|\|\|\|\|\|\|\|\|           |                           |                  |                  |                  |                  |                  |                  |

### 代表
代表での得点一覧
| No | 日附           | 場所                 | 対戦相手     | 得点 | 結果 | 大会                 |
| -- | -------------- | -------------------- | ------------ | ---- | ---- | -------------------- |
| 1  | 2003年8月4日   | カラン               | 香港         | 1–0  | 4–1  | 親善試合             |
| 2  | 2004年1月28日  | カラン               | ノルウェー   | 1–2  | 2–5  | 親善試合             |
| 3  | 2004年12月29日 | クアラルンプール     | ミャンマー   | 1–0  | 4–3  | 2004 タイガーカップ  |
| 4  | 2005年1月8日   | ジャカルタ           | インドネシア | 0–1  | 1–3  | 2004 タイガーカップ  |
| 5  | 2005年6月8日   | ペナン               | マレーシア   | 1–2  | 1–2  | 親善試合             |
| 6  | 2006年12月28日 | バンコク             | ベトナム     | 1–1  | 2–3  | キングス・カップ2006 |
| 7  | 2007年1月7日   | チョア・チュー・カン | フィリピン   | 1–0  | 4–1  | 親善試合             |

## タイトル

### クラブ
シンガポール・アームド・フォーシズFC/ウォリアーズFC
- Sリーグ: 2002, 2007, 2008, 2009, 2014
- シンガポール・カップ: 2007, 2008

レクサムAFC
- FAWプレミアカップ: 2003

タンピネス・ローバースFC
- シンガポール・カップ: 2019
- シンガポール・チャリティーシールド: 2020

### 代表
シンガポール
- 東南アジアサッカー選手権: 2004, 2007, 2012

### 個人
- Sリーグ年間最優秀選手賞: 2001